# 天门增二
室女座55，又名BD-19 3651，HD 114946、SAO 157806、HR 4995，是室女座的一颗恒星，视星等为5.33，位于銀經310.21，銀緯42.62，其B1900.0坐标为赤經13h 8m 49.7s，赤緯-19° 42.62′ 20″。